# Euporie (mythologie grecque)
Cet article concerne la déesse grecque. Pour la lune de Jupiter, voir Euporie.
Euporie est la déesse de l'abondance et une de la troisième génération des Heures de la mythologie grecque selon Hyginus (in Fabulae).

## Famille
Ses parents sont Jupiter, dieu du ciel et roi des Olympiens, et la titanide Thémis. Elle est l'une de leur multiples filles, les Heures. Saturne et Ops sont ses grands-parents paternels, Ouranos et Gaïa ses grands-parents maternels.

## Fonction
Euporie fait partie des Heures, déesses gardiennes de l'ordre naturel, du cycle annuel de croissance de la végétation et des saisons climatiques annuelles. Plus précisément, elle est la personnification de l'abondance.

## Sources
- Hygin, Fables [détail des éditions] [(la) lire en ligne] (v. 183).